# Platyneuromus reflexus
Platyneuromus reflexus là một loài côn trùng trong họ Corydalidae thuộc bộ Megaloptera. Loài này được Glorioso & Flint miêu tả năm 1984.